# Дардаи, Иштван
И́штван Да́рдаи (венг. Dárday István; род. 25 марта 1940, Будапешт, Венгрия) — венгерский кинорежиссёр, сценарист, продюсер и монтажёр.

## Биография
В 1968—1972 годах учился в Высшей школе театра и кино. Занимался фотографией и литературой. Ещё в годы учёбы снял документальные фильмы, получившие международное признание. Возглавлял Студию имени Балажа. Один из зачинателей так называемой «будапештской школы» (направление в венгерском документальном кино, в основе которого лежит соединение документалистики с элементами игрового фильма). Автор сценария своих фильмов вместе с постоянным соавтором Дьёрдьи Салаи. В 1981—1993 годах — художественный руководитель творческого объединения документалистов киностудии «Mafilm».
Супруга — Клара Тот (венг. Klára Tóth).

## Избранная фильмография

### Режиссёр
- 1972 — Отчёт о положении / Küldöttválasztás
- 1973 — Серия о воспитании / Nevelésügyi sorozat (с Ласло Михайфи[венг.], Дьёрдьи Салаи[венг.], Ласло Витези[венг.], Палом Вильтом, ТВ, д/ф)
- 1974 — Поездка в награду / Jutalomutazás
- 1977 — Что видят ученики? / Mit látnak az iskolások? (с Салаи и Витези)
- 1977 — Кинороман – Три сестры / Filmregény - Három növér
- 1979 — Способы борьбы / Harcmodor (с Салаи)
- 1987 — Документатор / A dokumentátor
- 1993 — С Востока на Запад, или Скромное обаяние СМИ / Nyugattól keletre, avagy a média diszkrét bája
- 1998 — Отражения / Tükrözödések
- 2006 — Эмигрант / Az emigráns
- 2007 — Каждый бывает другим – Мараи / Minden másképp van - Márairól (ТВ)

### Сценарист
- 1973 — Серия о воспитании / Nevelésügyi sorozat (с Салаи и Михайфи)
- 1974 — Поездка в награду / Jutalomutazás (с Салаи и Дьёрдем Петё)
- 1977 — Кинороман – Три сестры / Filmregény - Három növér (с Салаи)
- 1981 — Лелеемые любимцы / Dédelgetett kedvenceink
- 1982 — Красная земля / Vörös föld
- 1987 — Документатор / A dokumentátor (с Салаи)
- 1993 — С Востока на Запад, или Скромное обаяние СМИ / Nyugattól keletre, avagy a média diszkrét bája (с Салаи)
- 1995 — Призрачный агент / A fantom ász
- 1998 — Отражения / Tükrözödések (с Салаи)
- 2006 — Эмигрант / Az emigráns (с Салаи)
- 2007 — Каждый бывает другим – Мараи / Minden másképp van - Márairól (с Салаи, ТВ)

### Продюсер
- 1985 — Эмбрион / Embriók
- 1987 — Свинина в лимонном соке / Citromdisznó
- 1991 — Бездомный / Számüzöttek (ТВ)
- 1976 — Вариации Гольдберга (1992) Goldberg variácók
- 1992 — Кинотеатр «Голубая шкатулка» / Blue Box
- 1993 — Детоубийцы / Gyerekgyilkosságok
- 1994 — Смерть на мелководье / Halál sekély vízben
- 1995 —  / A színésznö és a halál
- 1995 — Большое остриё / Punta grande
- 1995 — Призрачный агент / A fantom ász
- 1996 — Больше вита / Bolse vita
- 1998 — Страсть / Szenvedély
- 2006 — Эмигрант / Az emigráns

## Монтажёр
- 1981 — Лелеемые любимцы / Dédelgetett kedvenceink

## Награды
- 1972 — премия жюри международного кинофестиваля в Оберхаузене («Отчёт о положении»)
- 1975 — премия международного кинофестиваля в Мангейме («Поездка в награду»)
- 1975 — Премия имени Белы Балажа
- 1989 — приз ФИПРЕССИ 39-го Берлинского международного кинофестиваля («Документатор»)
- 1994 — номинация на «Хрустальный глобус» кинофестиваля в Карловых Варах («С Востока на Запад, или Скромное обаяние СМИ»)
- 2012 — премия имени Кошута